# Nouh Mohamed El Abd
Nouh Mohamed El Abd, né le 24 décembre 2000 à Tevragh Zeïna, est un footballeur international mauritanien. Il joue au poste de défenseur central au FC Nouadhibou.

## Biographie

### En club
El Abd débute avec le club de sa commune natale, le FC Tevragh Zeïna, avec qui il remporte la Coupe de Mauritanie en 2020. Cette même année, il rejoint le FC Nouadhibou, avec qui il est sacré champion de Mauritanie en 2021, 2022 et 2023.
Il dispute son premier match en Ligue des champions le 29 novembre 2020 contre l'Asante Kotoko. Il marque son premier but dans cette compétition le 11 septembre 2022 face à l'ASKO Kara. En fin d'année 2023, El Abd et ses coéquipiers deviennent le premier club mauritanien à participer à la phase de groupes de la Ligue des champions.

### En sélection
Nouh Mohamed El Abd honore sa première sélection en équipe de Mauritanie le 29 août 2022 face à la Guinée-Bissau en barrage de qualifications au CHAN 2022. Il participe aussi à la phase finale de ce tournoi, en disputant tous les matchs jusqu'à l'élimination en quarts de final contre le Sénégal, futur vainqueur. 
Pour son premier match avec l'équipe A le 20 juin 2023 contre le Soudan dans le cadre des qualifications à la CAN 2023, il inscrit le premier des trois buts des Mourabitounes. 
El Abd est sélectionné par Amir Abdou pour participer à la CAN 2023. Lors du premier match face au Burkina Faso, il concède un penalty dans les toutes dernières minutes de la rencontre, transformé par Bertrand Traoré et qui est l'unique but du match. Titularisé aussi pour le match suivant contre l'Angola, El Abd ne joue ensuite plus lors du reste de la compétition.

### Famille
Son petit frère Sidi Ahmed, qui joue au poste de milieu de terrain, est lui aussi international mauritanien.